# Myrioblephara inquinata
Myrioblephara inquinata là một loài bướm đêm trong họ Geometridae.